# Burschenschaft

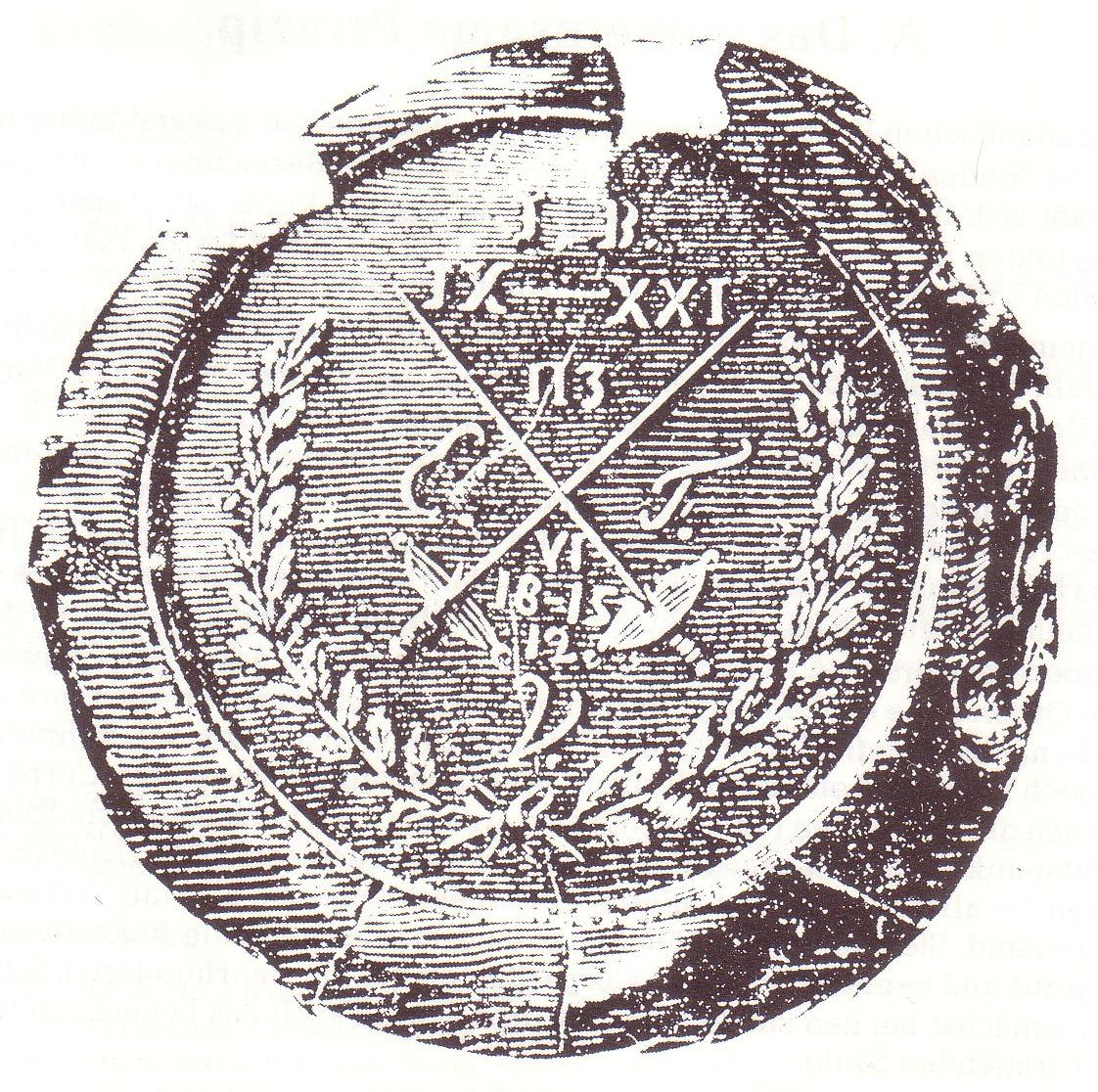
Segell de la Urburschenschaft de Jena.

Burschenschaft (plural: Burschenschaften; abreviat B! en singular i B!B! en plural) és el nom que reben a Alemanya i Àustria una classe particular de fraternitats estudiantils que difereixen de les organitzacions universitàries habituals (Studentenverbindungen) pel seu origen. A començaments del segle xix, les Burschenschaften eren associacions d'estudiants universitaris que seguien idees liberals i nacionalistes i que participaren en les Guerres Napoleòniques, i més tard foren importants per l'aplicació de les seves idees en la construcció d'un Estat alemany.
La primera d'aquestes fraternitats va ser l'anomenada Urburschenschaft de la Universitat de Jena, fundada el 1815. Després que Karl Ludwig Sand, un estudiant fanàtic assassinés el 1819 l'escriptor August von Kotzebue aquestes organitzacions varen ser prohibides pel govern reaccionari de l'època, juntament amb mesures de repressió legal com les codificades als decrets de Karlsbad. A partir d'aquell moment les organitzacions varen passar a la clandestinitat.
Modernament, pel patriotisme etnocèntric, l'exclusió de les dones i uns incidents majors, diverse Burschenschaften van desviar cap a la dreta o fins i tot a la ultradreta. Fa anys que l'organització paraigua alemanya Deutsche Burschenschaft està dividida en una ala liberal-conservadora i una ala ultradretana, i la frontera entre ambdues tendències queda fluixa. El fet que molts grups només accepten membres amb una descendència alemanya (exigien una prova d'origen «ariana») i destaquen per paraules i accions racistes, antisemítiques, filonazis… Segons un informe del Servei de protecció dels valors de la constitució (Verfassungsschutz) d'Hamburg «intenten distanciar-se de la ultradreta» però únicament per raons estratègiques. El 2014, el Partit Socialdemòcrata d'Alemanya (SPD) va decidir que el discurs cada vegada més völkisch i granalemany era incompatible amb els valors socialistes. A Àustria, Udo Landbauer, el cap de llista del Partit Liberal d'Àustria (FPÖ) per a la Baixa Àustria va haver de demetre quan va palesar la seva afiliació amb el Burschenschaft Germania i que llurs cançoners amb texts antisemítiques van esdevenir públics.

## Origen de la paraula
La paraula Burschenschaft es compost de Bursche, un mot alemany derivat del llatí medieval bursarius, habitant d'un col·legi o campus (llatí: bursa, alemany: Burse), terme habitual als segles xviii i xix per descriure els universitaris i el sufix -schaft: un sufix freqüent per designar una col·lectivitat. Seguí sent el terme general fins i tot després del to nacionalista que prengueren aquestes organitzacions en esdeveniments com el Festival de Wartburg de 1817. La Urburschenschaft volgué canviar el sentit del terme com una superació de tots els tipus d'organitzacions dividides en tot el terreny alemany, que també estava dividit. Actualment el terme ha pres un significat més genèric, si bé conserva la història darrera del nom. The New International Encyclopaedia de 1905 les definia com «associacions d'estudiants de les universitats alemanys que promouen el patriotisme, la moralitat i l'amor per la llibertat».
Els membres d'una Burschenschaft eren els Burschenschafter, o despectivament Burschenschaftler o Burschi. Des d'altres organitzacions estudiantils se'ls anomena amb el terme de Buxe.